# Артемівка (Мерефа)
Артемівка — колишня слобода Мереф’янської сотні Харківського козацького полку, яка розташовувалась у 2 верстах від Мерефи.

## Історія
Слободу заснував в 60-ті рр. 17 ст. Іван Сірко, тоді в ній було 2 подвір’я, 30 десятин землі та 900 десятин лісу. У спадок від Івана Дмитровича Сірка цю слободу отримав його зять, мереф'янський сотник Артеменко Іван Артемович, яка очевидно після цього була названа «Артемівка». Незадовго до 1689 р. Іван Артемович Артеменко продав слободу писарю Федору Осиповичу Осипову. Близько 1699 р. Федор Осипов продав слободу Артемівку, її новим власником став полковник Шидловський Федір Володимирович. У свою чергу Федір Шидловський продав слободу Артемівку полковому судді Данилевському. Полковий суддя Данилевський поміняв слободу Артемівку на село Бурлук в Ізюмському полку, яким володів мереф’янський сотник Щербина. У 1739 р. вдова сотника Щербини продала слободу Артемівку генерал-прокурору і майору лейб-гвардії князю Н. Ю. Трубецькому. Станом на 1739 р. у слободі Артемівка було більше 100 дворів підданих. У 1742 р. з’являються перші відомості про існування у слободі Введенської церкви. У грудні 1928 р. Артемівку приєднано до Мерефи. У 1930-ті рр. Введенську церкву в Артемівці зруйнували.
Іван Артемович Артеменко (Артемов, Артем'єв) згадується у документах 70-80-х рр. 17 ст. на чолі Мереф'янської сотні Харківського слобідського козацького полку. Був зятем Івана Дмитровича Сірка. Іван Артеменко у 1670-х рр. був посланцем до кошового Івана Сірка від гетьмана Івана Самойловича. В 1690 р. Іван Артеменко — простий козак Харківського козацького полку. В 1689 р. переселився на Вороніжчину, осадив містечко Бітюк. Останній раз Іван Артеменко згадується у документах в 1700 р. У спадок від Івана Сірка Іван Артеменко отримав слобідку біля Мерефи, яка була названа «Артемівка».